# Oak Ridge, Florida
Oak Ridge är en ort (CDP) i Orange County, i delstaten Florida, USA. Enligt United States Census Bureau har orten en folkmängd på 22 685 invånare (2010) och en landarea på 9,2 km².